# Крістіан Аврам
Крістіан Аврам (рум. Cristian Avram, нар. 27 липня 1994, Кишинів) — молдовський футболіст, воротар азербайджанського клубу «Араз».
Виступав, зокрема, за клуб «Академія УТМ», а також національну збірну Молдови.
Володар Кубка Молдови.

## Клубна кар'єра
Народився 27 липня 1994 року в місті Кишинів. Вихованець футбольної школи клубу «Академія УТМ». Дорослу футбольну кар'єру розпочав 2012 року в основній команді того ж клубу, в якій провів п'ять сезонів, взявши участь у 94 матчах чемпіонату. 
Згодом з 2017 по 2023 рік грав у складі команд «Дачія» (Кишинів), «Динамо-Авто», «Петрокуб», «Бузеу» та «Петрокуб».
До складу клубу «Араз» приєднався 2023 року. Станом на 12 вересня 2023 року відіграв за нахічеванську команду 4 матчі в національному чемпіонаті.

## Виступи за збірні
Протягом 2013–2016 років залучався до складу молодіжної збірної Молдови. На молодіжному рівні зіграв у 7 офіційних матчах, пропустив 17 голів.
У 2021 році дебютував в офіційних матчах у складі національної збірної Молдови.
| Дата       | Місто     | Господарі         | Результат | Гості          | Турнір            | Голи | Примітки |
| ---------- | --------- | ----------------- | --------- | -------------- | ----------------- | ---- | -------- |
| 6-6-2021   | Кишинів   | Молдова           | 1 – 0     | Азербайджан    | товариський матч  | -    |          |
| 1-9-2021   | Кишинів   | Молдова           | 0 – 2     | Австрія        | Відбір до ЧС 2022 | -2   |          |
| 4-9-2021   | Глазго    | Шотландія         | 1 – 0     | Молдова        | Відбір до ЧС 2022 | -1   |          |
| 7-9-2021   | Торсгавн  | Фарерські острови | 2 – 1     | Молдова        | Відбір до ЧС 2022 | -2   |          |
| 9-10-2021  | Кишинів   | Молдова           | 0 – 4     | Данія          | Відбір до ЧС 2022 | -4   |          |
| 12-10-2021 | Беер-Шева | Ізраїль           | 2 – 1     | Молдова        | Відбір до ЧС 2022 | -2   |          |
| 18-1-2022  | Анталія   | Молдова           | 2 – 3     | Уганда         | товариський матч  | -1   | 46'      |
| 21-1-2022  | Бозтепе   | Молдова           | 0 – 4     | Південна Корея | товариський матч  | -4   |          |
| Усього     |           | Матчів            | 8         |                | Голів             | -16  |          |

## Титули і досягнення
- Володар Кубка Молдови (1):

«Петрокуб»: 2019-2020